# Thicourt
Thicourt est une commune française située dans le département de la Moselle et le bassin de vie de la Moselle-Est, en région Grand Est.

## Géographie
(août 2025).
Thicourt est un petit village niché dans un cadre rural et paisible, il se trouve au cœur de la région naturelle du Pays Messin. Le village est entouré de champs agricoles et de forêts qui témoignent de l’importance de l’agriculture dans la région. 
Thicourt est traversé par des routes secondaires qui le relient aux communes voisines (Thonville, Brulange, Many, Eincheville), offrant un accès facile tout en conservant son caractère tranquille. La topographie légèrement vallonnée de la zone ajoute au charme pittoresque du village, typique des paysages mosellans.

### Géologie et relief
La commune se compose de 514,50 hectares de territoires artificialisés (93,55 %) et 35,21 hectares de forêts et milieux semi-naturels (6,40 %).

### Voies de communications et transports

#### Voies routières
- La commune est à 1,0 km de Thonville, 2,2 de Brulange et 8,7 de Faulquemont[2].
- A4 : Échangeurs à Boulay, Saint Avold.

#### Transports en commun

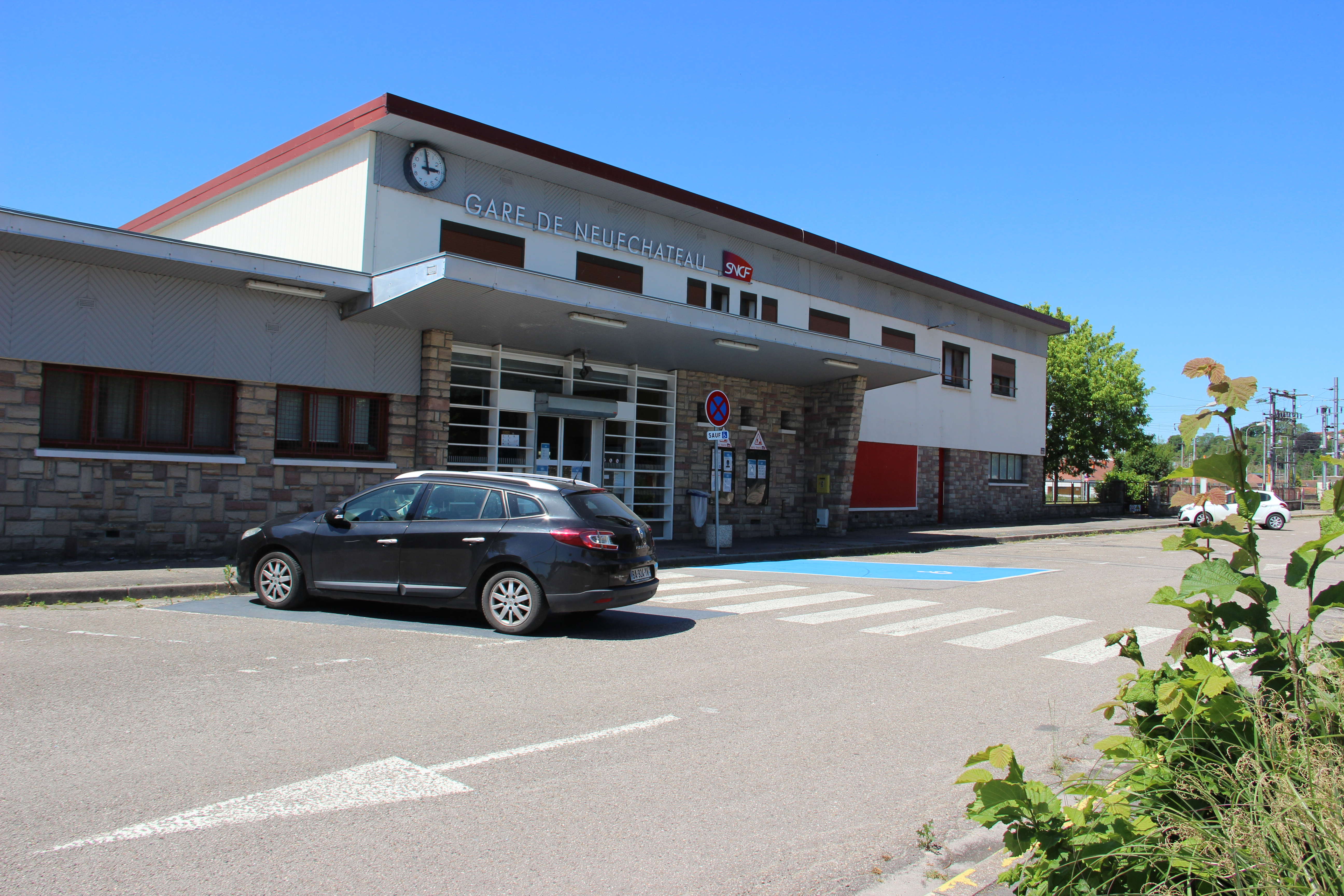
Gare de Morhange.

- Fluo Grand Est.

#### Lignes SNCF
- Gare de Morhange[3].
- Gare de Teting.
- Gare de Rémilly.
- Gare de Saint-Avold.

### Communes limitrophes
| Mainvillers      | Faulquemont |             |
| Many Arraincourt | Thicourt    | Eincheville |
| Thonville        | Brulange    |             |

### Hydrographie et les eaux souterraines
Hydrogéologie et climatologie : Système d’information pour la gestion des eaux souterraines du bassin Rhin-Meuse :
Territoire communal : Occupation du sol (Corinne Land Cover); Cours d'eau (BD Carthage),
Géologie : Carte géologique; Coupes géologiques et techniques,
 Hydrogéologie : Masses d'eau souterraine; BD Lisa; Cartes piézométriques.
La commune est située dans le bassin versant du Rhin au sein du bassin Rhin-Meuse. Elle est drainée par le ruisseau de Manchebach.

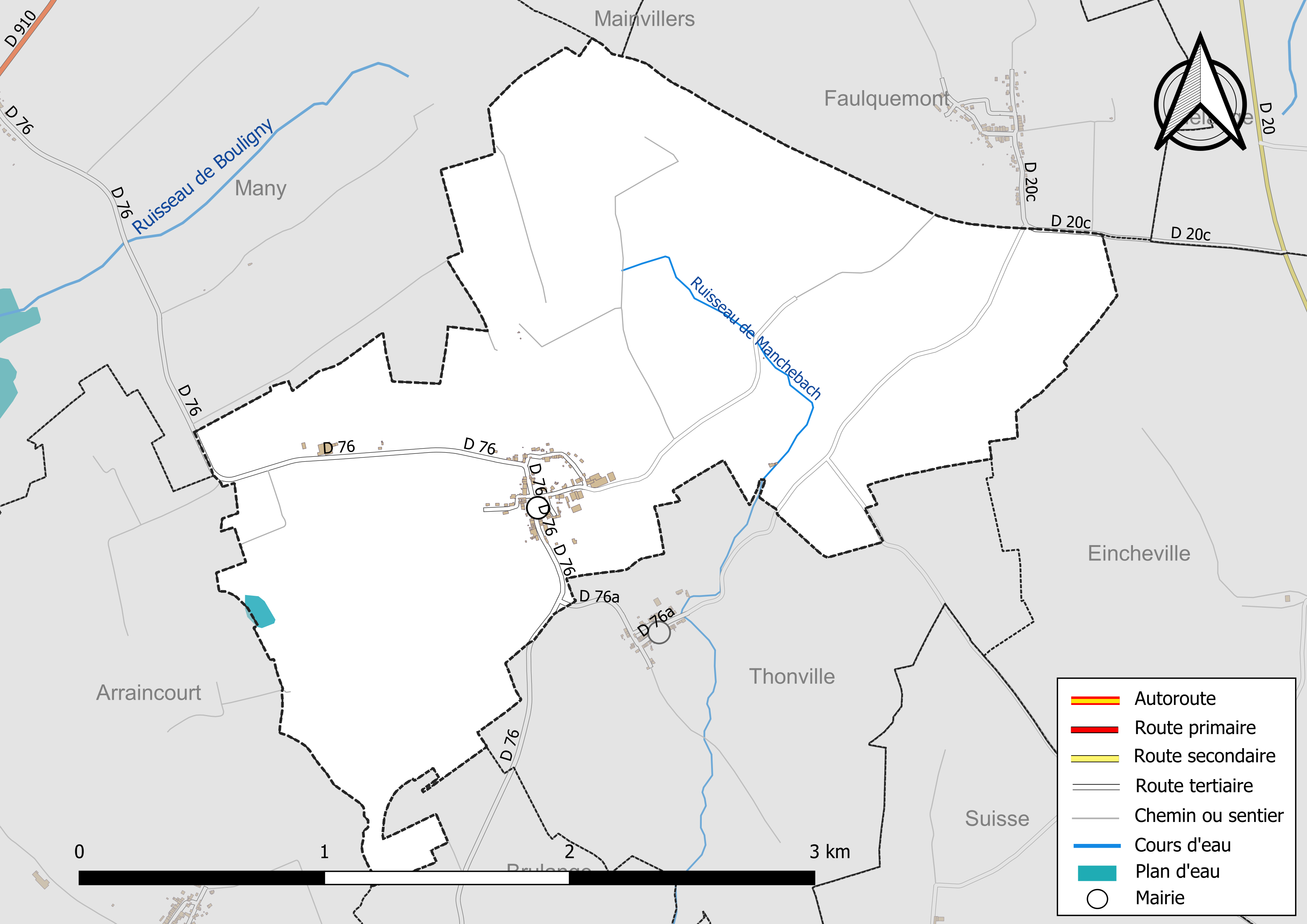
Réseaux hydrographique et routier de Thicourt.

### Climat
Pour des articles plus généraux, voir Climat du Grand Est et Climat de la Moselle.
En 2010, le climat de la commune est de type climat des marges montargnardes, selon une étude du Centre national de la recherche scientifique s'appuyant sur une série de données couvrant la période 1971-2000. En 2020, Météo-France publie une typologie des climats de la France métropolitaine dans laquelle la commune est exposée à un climat semi-continental et est dans la région climatique  Lorraine, plateau de Langres, Morvan, caractérisée par un hiver rude (1,5 °C), des vents modérés et des brouillards fréquents en automne et hiver. 
Pour la période 1971-2000, la température annuelle moyenne est de 9,5 °C, avec une amplitude thermique annuelle de 16,9 °C. Le cumul annuel moyen de précipitations est de 861 mm, avec 11,8 jours de précipitations en janvier et 9,7 jours en juillet. Pour la période 1991-2020, la température moyenne annuelle observée sur la station météorologique de Météo-France la plus proche, « Lesse_sapc », sur la commune de Lesse à 5 km à vol d'oiseau, est de 10,7 °C et le cumul annuel moyen de précipitations est de 694,0 mm. 
La température maximale relevée sur cette station est de 40 °C, atteinte le 25 juillet 2019 ; la température minimale est de −20,7 °C, atteinte le 20 décembre 2009,,. 
Les paramètres climatiques de la commune ont été estimés pour le milieu du siècle (2041-2070) selon différents scénarios d'émission de gaz à effet de serre à partir des nouvelles projections climatiques de référence DRIAS-2020. Ils sont consultables sur un site dédié publié par Météo-France en novembre 2022.

## Urbanisme

### Typologie
Au 1er janvier 2024, Thicourt est catégorisée commune rurale à habitat dispersé, selon la nouvelle grille communale de densité à sept niveaux définie par l'Insee en 2022.
Elle est située hors unité urbaine. Par ailleurs la commune fait partie de l'aire d'attraction de Metz, dont elle est une commune de la couronne,. Cette aire, qui regroupe 245 communes, est catégorisée dans les aires de 200 000 à moins de 700 000 habitants,.

### Occupation des sols
L'occupation des sols de la commune, telle qu'elle ressort de la base de données européenne d’occupation biophysique des sols Corine Land Cover (CLC), est marquée par l'importance des territoires agricoles (93,6 % en 2018), une proportion identique à celle de 1990 (93,6 %). La répartition détaillée en 2018 est la suivante : 
terres arables (78,9 %), zones agricoles hétérogènes (9,5 %), forêts (6,4 %), prairies (5,3 %). L'évolution de l’occupation des sols de la commune et de ses infrastructures peut être observée sur les différentes représentations cartographiques du territoire : la carte de Cassini (XVIIIe siècle), la carte d'état-major (1820-1866) et les cartes ou photos aériennes de l'IGN pour la période actuelle (1950 à aujourd'hui).

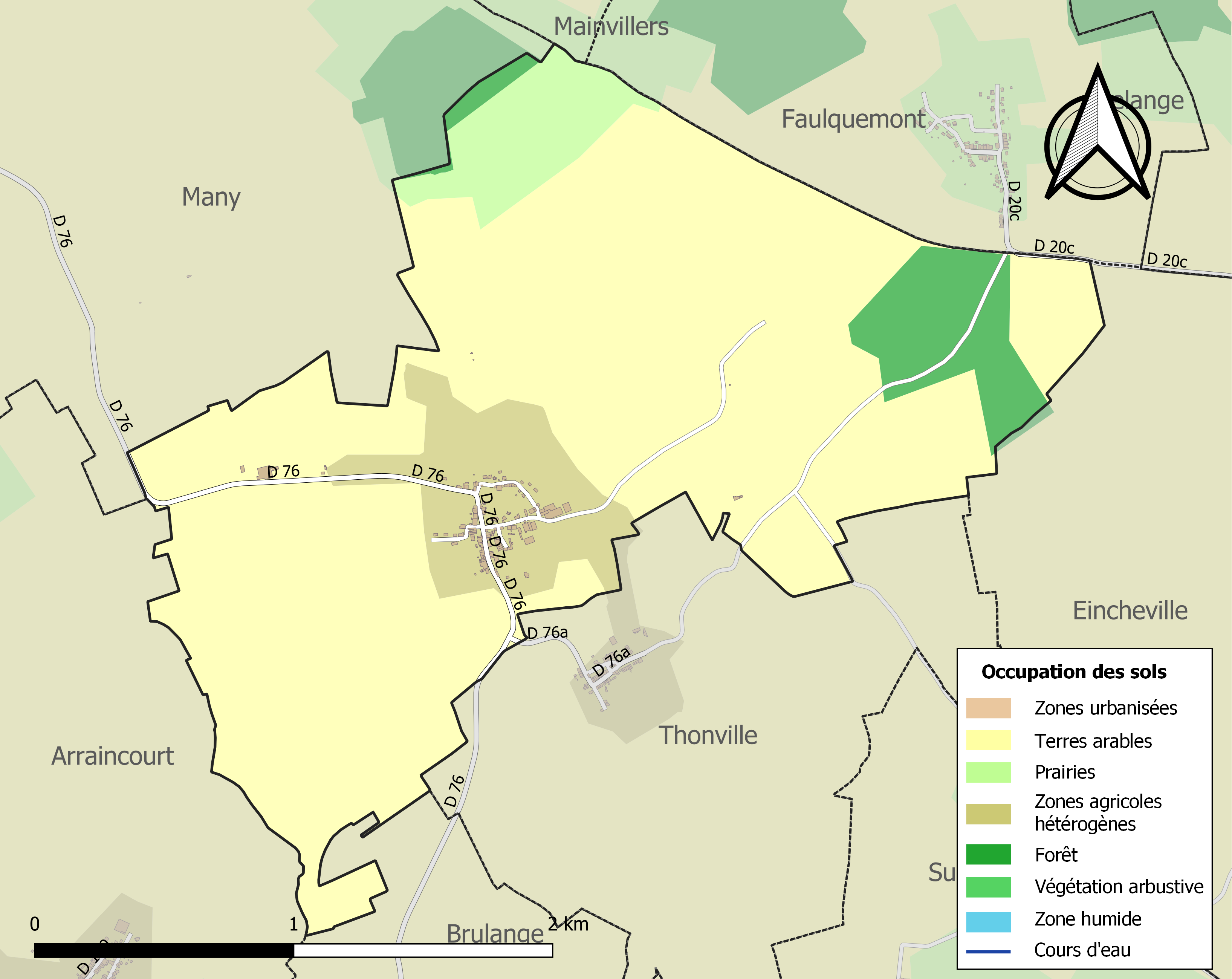
Carte des infrastructures et de l'occupation des sols de la commune en 2018 (CLC).

## Toponymie
- Diederstroff alias Thicourt = troupe de Teutons, synonyme de germanophones[16].
- Tiedresdorf (1018), Tiheicurt (1050), Thiederesdorf (1142), Thihecort (1225), Dyderstorf (1349)[17], Diederstorff (1404)[18], Diederstroff et Diderstorff (1544), Théoncourt (1553), Dietersdorff (1586), Thiecourt (1594), Ticourt (1636), Thicourt (1793)[19].
- En lorrain roman : Thico. En allemand : Diderich[20], Diedersdorf (1871-1918).

## Histoire
Thicourt était le siège d'une seigneurie, fief mouvant du duché de Lorraine sous la châtellenie d'Amance en 1594, puis de l'évêché de Metz en 1683.
Il était une ancienne cure de l'archiprêtré d'Haboudange. 
En 1093 fut fondé un prieuré de Cluny qui dura jusqu'en 1602.
Il existait à Thicourt un château qui appartint au comte de Dabo, aux Varsberg, puis aux Fénétrange.
Diane de Dommartin, petite-fille de Jean de Fénétrange, était dame de Thicourt. Elle épousa Charles-Philippe de Croÿ. Ce dernier y fit bâtir un nouveau château qui, selon Dom Calmet, « passait pour un des plus magnifiques de ce temps-là ». Cet édifice fut incendié en 1635.
Au milieu du XVIIIe siècle, le village fut rattaché au bailliage de Boulay et appartenait encore à la famille de Croÿ-Havré.
Thicourt fut érigé en 1790 en siège d'un canton du district de Morhange.
Thicourt fut libéré le 4 décembre 1944 par les américains de son occupation allemande proclamée officiellement le 30 novembre 1940 par l'armée nazie. 
Dès 1950, Thicourt a bénéficié d'une position altimétrique favorable pour l'installation d'une station militaire radio, par excellence le Détachement Air 81/128 rattaché à la base aérienne de Metz. Cette station avait pour but d'assister l'atterrissage des avions à réaction de Metz-Frescaty quand nécessaire. Elle a fermé en 1966.

## Politique et administration
| Période                                  | Période   | Identité           | Étiquette | Qualité                                                                      |
| ---------------------------------------- | --------- | ------------------ | --------- | ---------------------------------------------------------------------------- |
| Les données manquantes sont à compléter. |           |                    |           |                                                                              |
| 1908                                     | 1940      | Édouard Corbedaine | AD        | Sénateur (1933-1940) Conseiller général du canton de Faulquemont (1919-1940) |
| 1945                                     | 1950      | Édouard Corbedaine | DVD       | Conseiller général du canton de Faulquemont (1945-1950)                      |
| mars 1995                                | mars 2001 | Marcel Leick       |           |                                                                              |
| mars 2001                                | mars 2008 | Clément Kunz       |           |                                                                              |
| mars 2008                                | En cours  | Myriam Reslinger   |           | Agricultrice sur moyenne exploitation                                        |

### Budget et fiscalité 2023
En 2023, le budget de la commune était constitué ainsi :
- total des produits de fonctionnement : 111 000 €, soit 832 € par habitant ;
- total des charges de fonctionnement : 79 000 €, soit 595 € par habitant ;
- total des ressources d'investissement : 18 000 €, soit 135 € par habitant ;
- total des emplois d'investissement : 23 000 €, soit 170 € par habitant ;
- endettement : 45 000 €, soit 338 € par habitant.

Avec les taux de fiscalité suivants :
- taxe d'habitation : 8,12 % ;
- taxe foncière sur les propriétés bâties : 23,65 % ;
- taxe foncière sur les propriétés non bâties : 36,33 % ;
- taxe additionnelle à la taxe foncière sur les propriétés non bâties : 0,00 % ;
- cotisation foncière des entreprises : 0,00 %.

Chiffres clés Revenus et pauvreté des ménages en 2021 : médiane en 2021 du revenu disponible, par unité de consommation : 22 180 €.

## Population et société

### Démographie

#### Évolution démographique
L'évolution du nombre d'habitants est connue à travers les recensements de la population effectués dans la commune depuis 1793. Pour les communes de moins de 10 000 habitants, une enquête de recensement portant sur toute la population est réalisée tous les cinq ans, les populations de référence des années intermédiaires étant quant à elles estimées par interpolation ou extrapolation. Pour la commune, le premier recensement exhaustif entrant dans le cadre du nouveau dispositif a été réalisé en 2005.

En 2022, la commune comptait 133 habitants, en évolution de −6,99 % par rapport à 2016 (Moselle : +0,52 %, France hors Mayotte : +2,11 %).
| 1793 | 1800 | 1806 | 1821 | 1836 | 1841 | 1861 | 1866 | 1871 |
| ---- | ---- | ---- | ---- | ---- | ---- | ---- | ---- | ---- |
| 312  | 348  | 384  | 340  | 399  | 411  | 400  | 375  | 332  |

| 1875 | 1880 | 1885 | 1890 | 1895 | 1900 | 1905 | 1910 | 1921 |
| ---- | ---- | ---- | ---- | ---- | ---- | ---- | ---- | ---- |
| 310  | 296  | 301  | 296  | 292  | 297  | 286  | 247  | 216  |

| 1926 | 1931 | 1936 | 1946 | 1954 | 1962 | 1968 | 1975 | 1982 |
| ---- | ---- | ---- | ---- | ---- | ---- | ---- | ---- | ---- |
| 198  | 194  | 180  | 174  | 188  | 181  | 170  | 153  | 154  |

| 1990 | 1999 | 2005 | 2006 | 2010 | 2015 | 2020 | 2022 | - |
| ---- | ---- | ---- | ---- | ---- | ---- | ---- | ---- | - |
| 152  | 146  | 152  | 152  | 146  | 145  | 132  | 133  | - |

## Économie

### Entreprises et commerces

#### Agriculture
- Culture de céréales (à l'exception du riz), de légumineuses et de graines oléagineuses.
- Culture et élevage associés.

#### Tourisme
- Hébergements et restauration à Brulange, Béring-Vintrage, Flocourt.

#### Commerces
- Commerces et services de proximité[28].

## Culture locale et patrimoine

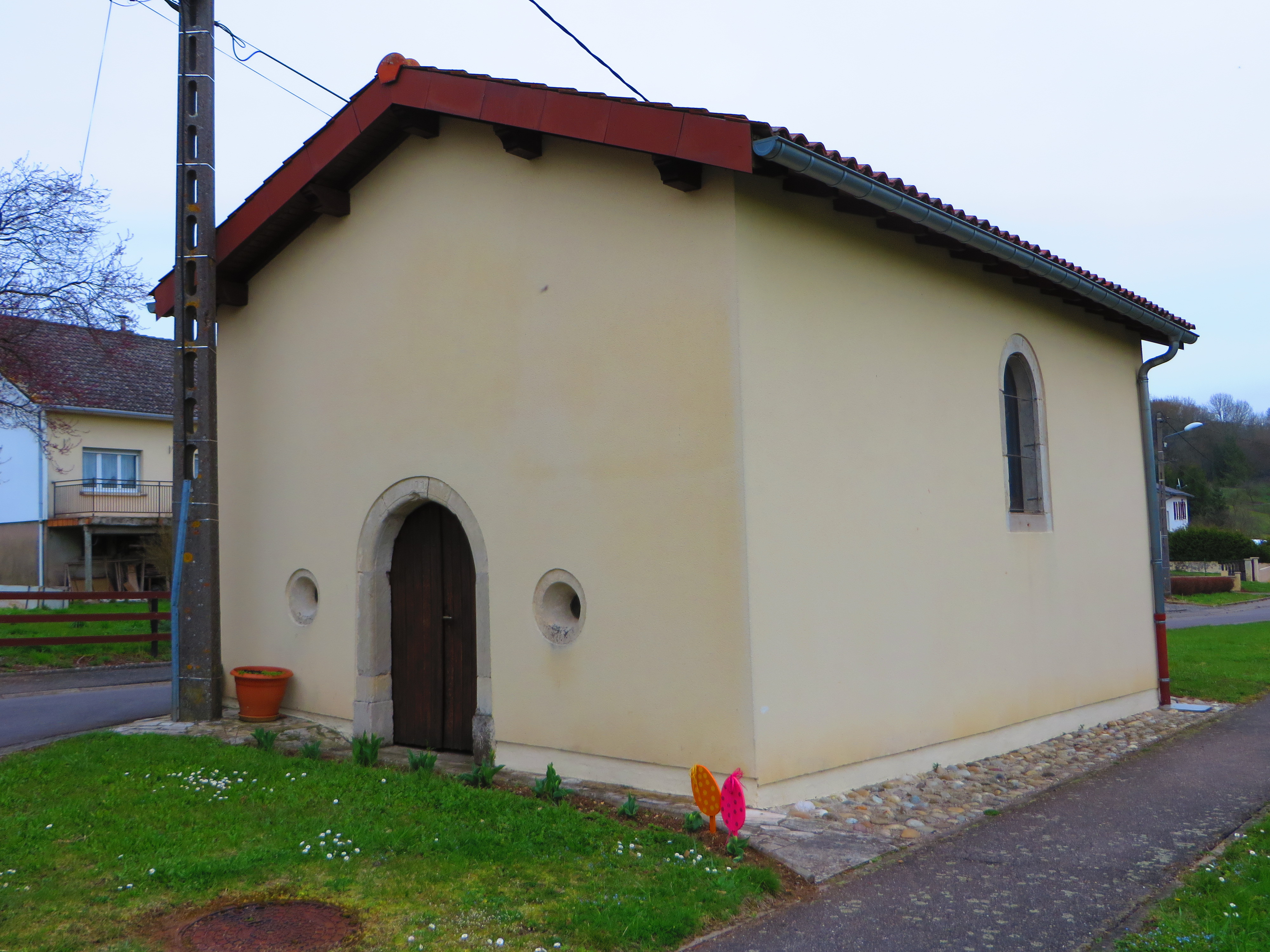
La chapelle Sainte-Ursule.

### Lieux et monuments
- Passage de la voie romaine de Metz à Keskastel entre Thicourt et Chémery.
- Vestiges du château de Thicourt, mentionné en 1206 ; nouveau château, fin XVIe siècle. Incendié en 1625[29] par Bernard de Saxe-Weimar. Les ruines furent démolies vers 1848 ; subsiste le colombier garni de canonnières.
- Ancien moulin de Manchelbach.
- Église Saint-Denis[30],[31] : chœur et absidiole circulaire roman XIIe siècle ; nef XVIIIe siècle, reconstruite après 1950. Le chœur et l'absidiole circulaire attenante de l'église, située au centre du village, est classé au titre des monument historiques[32].
- Chapelle Sainte-Ursule, datant de 1778.
- Croix du début du XVIIe siècle[33] sur la façade de la grange d’un ancien corps de ferme[34],[35].

### Personnalités liées à la commune
- Diane de Dommartin,  baronne de Fontenoy et de Fénétrange, dame d’Ogéviller, Neufviller, Thicourt[36].
- Charles Philippe de Croÿ, qui y fit construire un château.

### Héraldique
| Blason de Thicourt | Blason  | D'argent à trois fasces de gueules, à la nef d'or mouvant de la fasce de pointe. |
| Blason de Thicourt | Détails | Le statut officiel du blason reste à déterminer.                                 |